# Alfredo Campoli
Pour les articles homonymes, voir Campoli.
Alfredo Campoli (Rome, 20 octobre 1906 – Princes Risborough, 27 mars 1991) est un violoniste britannique, italien de naissance, souvent désigné simplement Campoli. Il était réputé pour la beauté de sa sonorité produite au violon. Campoli a passé son enfance et une grande partie de sa carrière en Angleterre.

## Biographie
Campoli naît à Rome en 1906 où son père est premier violon de l'orchestre de l'Académie di Santa Cecilia. Il enseigne le violon et est le premier professeur d'Alfredo, dès ses six ans. Sa mère, Elvira Celi, est une soprano dramatique qui a fait des tournées avec Scotti et Caruso, mais a pris sa retraite au moment de la naissance de l'enfant. La famille s'installe en Angleterre en 1911, lorsqu'il a cinq ans, et cinq ans plus tard, Campoli donne son premier concert public. En 1919, il participe au festival de Londres et remporte une médaille d'or pour son interprétation du Concerto pour violon de Mendelssohn. Campoli effectue son premier récital professionnel au Wigmore Hall en 1923, tout en ayant un répertoire de onze des plus grands concertos classiques. Il effectue ensuite des tournées avec les chanteuses Nellie Melba et Clara Butt.
Bien qu'il apparaisse dans le répertoire standard, avec des orchestres symphoniques, lors de la grande dépression, comme il a peu de demande pour un soliste, tout en gardant sa carrière de soliste pour la radio, Campoli se tourne vers la musique légère et forme son propre orchestre de salon (Salon Orchestra), le Trio et le Welbeck Light Quartet pour jouer dans les restaurants de Londres et ailleurs. Il participe au Proms en 1938. Pendant la Seconde Guerre mondiale, malgré son interdiction de radiodiffusion en tant que citoyen italien, il donne nombre de concerts pour les troupes alliées.
Après la guerre, il retourne au grand répertoire et étend ses tournées à l'Europe, l'Asie du Sud, la Nouvelle-Zélande et l'Australie, tout en poursuivant son travail avec la BBC, source d'archives avec plus de 1 000 diffusions radiophoniques. Il joue pour la première fois au Carnegie Hall, aux États-Unis en 1953, avec la Symphonie espagnole d'Édouard Lalo, le New York Philharmonic dirigé par George Szell. En 1955, il donne la première du Concerto pour violon d'Arthur Bliss, écrit pour lui. En 1956, il effectue deux tournées en Union soviétique, notamment avec le LPO.
Le répertoire de Campoli est large, et comprend tous les classiques standards et les grandes œuvres anglaises, telles Moeran, Ireland, Bax, Bliss et Walton.
Campoli possédait deux violons Stradivarius, le Baillot-Pommerau de 1694 et le Dragonetti de 1700 (voir Instruments de Stradivarius). Cependant, c'était son Rocca de 1843 qu'il utilisait principalement ; le Dragonetti restait en sécurité dans le coffre d'une banque.
Il considérait que le phrasé de chaque passage qu'il jouait pouvait atteindre le « bel canto » en raccourcissant ou en allongeant la note qu'il faisait. Il n'avait pas peur de lever l'archet des cordes, un geste qui semble être complètement évité aujourd'hui. De courtes pauses dans le son peuvent ajouter un énorme effet dramatique et donner une grande force d'interprétation, même lorsqu'ils ne sont pas indiqués par le compositeur.
Campoli apparaît dans nombre de films.
Campoli était également un joueur de bridge passionné. Il est mort juste avant un match au Bridge Club de Princes Risborough, Buckinghamshire, à quelques kilomètres de sa maison de Thame, Oxfordshire. Ses archives sont conservées à la bibliothèque de l'Université de Cambridge.
Une plaque commémorative a été apposée au 39 North Street, sur sa maison de Thame, et inaugurée le 14 avril 2011.

## Hommages
Arthur Bliss lui a dédié son concerto pour violon (1953–55). Ils l'ont enregistré ensemble pour Decca avec l'Orchestre philharmonique de Londres.

## Enregistrements
Le legs enregistré de Campoli est énorme. Il comprend un réputé Concerto pour violon d'Elgar. Des inédits, dont certains enregistrements privés, sont référencés sur le Brightcecilia Classical Music Forums. Au début des années 1960, Campoli résidait à Southgate à Londres. En 1961, un enregistrement privé du Concerto de Beethoven, avec le Hayes Orchestra (Bromley, Kent) est réalisé par son ami Geoffrey Terry. Il y a aussi un enregistrement de Terry, avec Campoli en répétition avec le pianiste britannique Peter Katin (avec qui il avait formé un duo), Daphne Ibbott et Valerie Tryon. Terry a enregistré aussi le dernier récital de Campoli au Queen Elizabeth Hall, et en 1963 un récital Mozart et Beethoven avec Katin à Croydon. Deux sonates de ce concert ont été publiées avec une sonate de Brahms enregistrée en 1973 par le même duo chez Alfredo Campoli à Southgate. Le son dans un tel environnement est très différent de celui d'une salle de concert : il est intime et cet enregistrement fournit un document historique du grand maître dans sa propre maison.

## Discographie
- Hommage à Fritz Kreisler - avec Eric Gritton et Norihko Wada, piano (Decca)
- España, pièces de Chabrier, Granados, Moszkowski, Rimski-Korsakov (Capriccio espagnol), Tchaïkovski (Concerto pour violon) - London Symphony Orchestra, Ataúlfo Argenta (Decca)
- Sarasate, 8 Danses espagnoles, op. 21, 22, 23, 26 ; Navarra, op. 33 - Belinda Bunt, second violon ; Daphne Ibbott, piano (p1977, Decca 433 928-2)
- Moeran, Concerto pour violon - Orchestre symphonique de la BBC, Dir. Rudolf Schwartz (archive BBC, 23 octobre 1959, Decca)
- Elgar, Concerto pour violon - London Philharmonic Orchestra, Dir. Adrian Boult (1954, Heritage HTGCD245 / Regis - RRCD006)
- Beethoven, Sonate pour violon no 7 ; Mozart, sonate K.526 ; Brahms, Sonate, opus 100 - avec Peter Katin (Orchestral Concert CD32009)
- Mendelssohn, Concerto pour violon ; Paganini, Concerto en ré (arrangement Keisler), etc. - London Philharmonic Orchestra, Dir. Eduard van Beinum ; Victor Olof (enregistrements Decca, 15–16 mai 1949, 4 juin 1946, Dutton CDBP 9718)
- L’art de Campoli 3 volumes, Beethoven+, Mendelssohn, Tchaïkovski, Elgar, Bliss - London Philharmonic Orchestra, avec Adrian Boult, Argenta, Bliss, Eduard van Beinum, Josef Krips+ (Beulah 4, 5, 7PD10)